# Château de Gisors
Pour les articles homonymes, voir Gisors (homonymie).
Le château de Gisors est un ancien château-motte, construit entre la fin du XIe et le XIIe siècle, puis transformé en château fort, dont les vestiges se dressent sur la commune française de Gisors dans le département de l'Eure, en région Normandie. Le château bâti sur une motte castrale est constitué d'un donjon circulaire ajouté à une forteresse déjà existante. Cette forteresse frontalière du Vexin normand qui devait défendre le duché de Normandie contre les prétentions du roi de France sera plusieurs fois cédée et reprise par les ducs de Normandie.
Le château est classé au titre des monuments historiques par la liste de 1862.
D'importants travaux de restauration s'y déroulent depuis 2021.
Propriété de la Ville de Gisors, le parc du château est accessible aux visiteurs toute l'année. Des  visites guidées du château sont organisées par l'office de tourisme du Vexin Normand.

## Localisation
Les vestiges du château surplombent le centre-ville de Gisors, dominant la vallée de l'Epte, dans le département français de l'Eure. La place, établie à l'extrémité arrondie d'un plateau s'avançant dans le coude que forme l'Epte devant le Vexin français, était la clef d'une ligne fortifiée de châteaux sur la rivière avec Neaufles-Saint-Martin, Château-sur-Epte, Baudemont (Bus-Saint-Rémy), Dangu, qui devait défendre le duché de Normandie contre les prétentions du roi de France.

## Historique

### Les origines
Les origines de cette forteresse remontent à la seconde moitié du XIe siècle. Une motte castrale est édifiée dès 1097 par Robert II de Bellême, sur l'ordre du roi d'Angleterre Guillaume II le Roux (1087-1100), régent du duché de Normandie. Celle-ci est complétée un an plus tard par un donjon de bois, probablement ceint d'une palissade. En 1113, ce site fortifié, dominant la vallée de l'Epte, accueille une rencontre entre les souverains Louis VI le Gros et Henri Ier d'Angleterre. Il connaît son premier siège en 1120, lors de la rébellion des seigneurs normands en faveur de Guillaume Cliton, petit fils de Guillaume Ier et héritier présomptif de son père Robert Courteheuse, contre son oncle devenu le roi d'Angleterre et sa tutelle en Normandie. La place forte, défendue par le gouverneur « Robert de Chandos » eût beau tenir bon, cette sérieuse alerte conduira le souverain anglais à juger plus sûr de repenser les fortifications, lesquelles seront reprises dès 1123. Cette première campagne de reconstruction verra l'adjonction d'un donjon en pierre de taille de forme octogonale, ceint d'une chemise en gros appareil.
Henri Ier Beauclerc disparaît en 1135, sans laisser d'héritier mâle. Sa fille Mathilde l'Emperesse, veuve de l'empereur germanique Henri V, écartée du trône, épouse, en 1128, un noble angevin, Geoffroy Plantagenêt, lequel devient, en 1144, duc de Normandie. Le 19 janvier 1144, Geoffroy fait allégeance à son suzerain Louis VII le Jeune et lui remet le château de Gisors et le Vexin normand. Dans le même temps, le trône d'Angleterre est confié à Étienne de Blois. La mort de celui-ci en 1154, sans héritier mâle, fait du fils de Geoffroy, Henri II, le nouveau roi d'Angleterre, et inaugure une nouvelle ère : celle des Plantagenêt.

### Un bastion anglo-normand

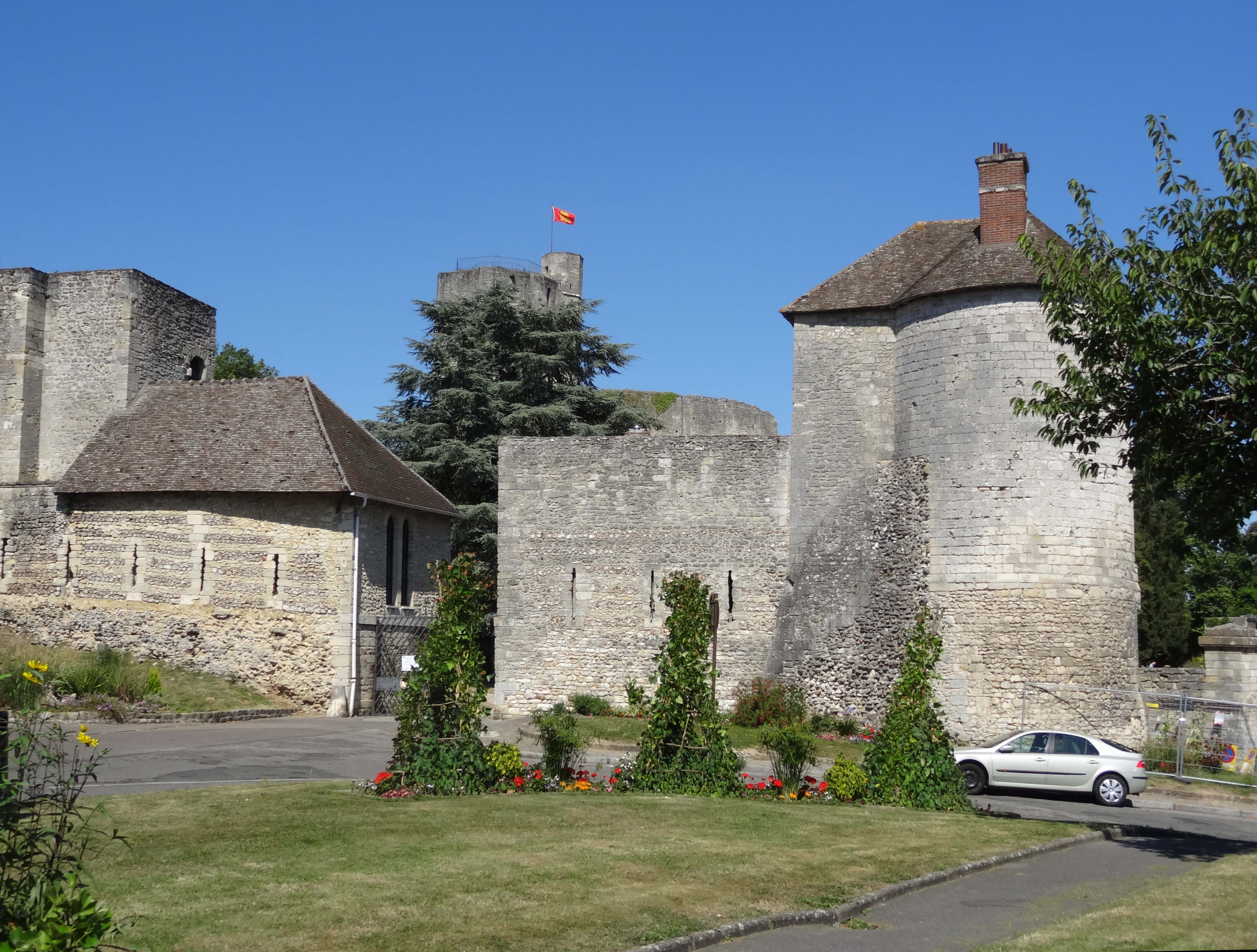
Vue de la fortification depuis la place Blanmont.

Une rencontre entre le nouveau roi d’Angleterre et le roi des Francs Louis VII le Jeune a lieu en 1158 au château de Gisors. Afin de sceller la réconciliation entre les deux royaumes, le souverain capétien accorde au jeune fils d'Henri II Plantagenêt, Henri le Jeune la main de sa fille Marguerite de France, âgée de seulement six mois, lui remettant en dot la forteresse de Gisors avec le Vexin normand. Dans l'attente de la célébration du mariage, la place forte sera confiée à l'ordre du Temple, à l'instar de deux autres châteaux. Trois chevaliers templiers sont chargés de veiller sur la forteresse : Robert de Piron (ou Pirou), un chevalier du Temple de Saint-Malo, Tostes de Saint-Omer (ou Otton), maître de France, et Richard d'Hastings[réf. à confirmer], alors maître de l'ordre pour la province d'Angleterre. Cependant, dès 1160, Henri ordonne la célébration des noces ; ce faisant, Gisors redevient normand. À eux deux, les mariés ont à peine neuf ans.
Le caractère stratégique de ce point de la vallée de l'Epte n'échappe pas au nouveau maître des lieux, et une nouvelle campagne de reconstruction est entreprise en 1170. Celle-ci durera dix ans.
Au cours de cette longue période, le donjon sera consolidé et surhaussé de deux étages supplémentaires, tandis que dans le même temps, les fossés sont agrandis. Une nouvelle enceinte (l'enceinte basse), longue de 800 mètres et flanquée de huit tours, achève de protéger le site.

### L'annexion par Philippe Auguste
En 1188, à la veille de la troisième croisade, une entrevue royale entre les souverains anglo-normand Henri II et français Philippe Auguste se déroule au château, à l'issue de laquelle une trêve est décidée et où ils promettent ensemble de se croiser et de partir pour la Terre sainte reprendre Jérusalem à l'émir Saladin.
Cependant, Henri meurt l'année suivante et c'est accompagné de son successeur, Richard Cœur de Lion, que le Capétien part guerroyer. Lorsque à l'issue de la croisade, Richard est retenu prisonnier par l'empereur du Saint-Empire romain germanique Henri VI, l'occasion apparaît trop belle pour le souverain français, qui s'empare de la forteresse en 1193 ; il y fait effectuer plusieurs remaniements, dont la construction d'un second donjon de forme cylindrique, la « tour du Prisonnier », inspirée du château du Louvre, de la barbacane, orientée vers la ville, ou encore du logis royal, détruit au début du XXe siècle.
Libéré en 1194, Richard prend les armes pour récupérer son fief. Cependant, les deux parties choisissent l'apaisement et signent en 1195 les traités de paix du Vaudreuil et d'Issoudun, complétés l'année suivante par le traité de Gaillon, qui place le Vexin normand, et donc Gisors, sous l'autorité de la couronne de France. Pour compenser la perte de plusieurs de ses places fortes et tenter de protéger ses terres, Richard entreprend alors la construction d'un redoutable château : Château-Gaillard, bâti en seulement deux ans.

### La prison des Templiers

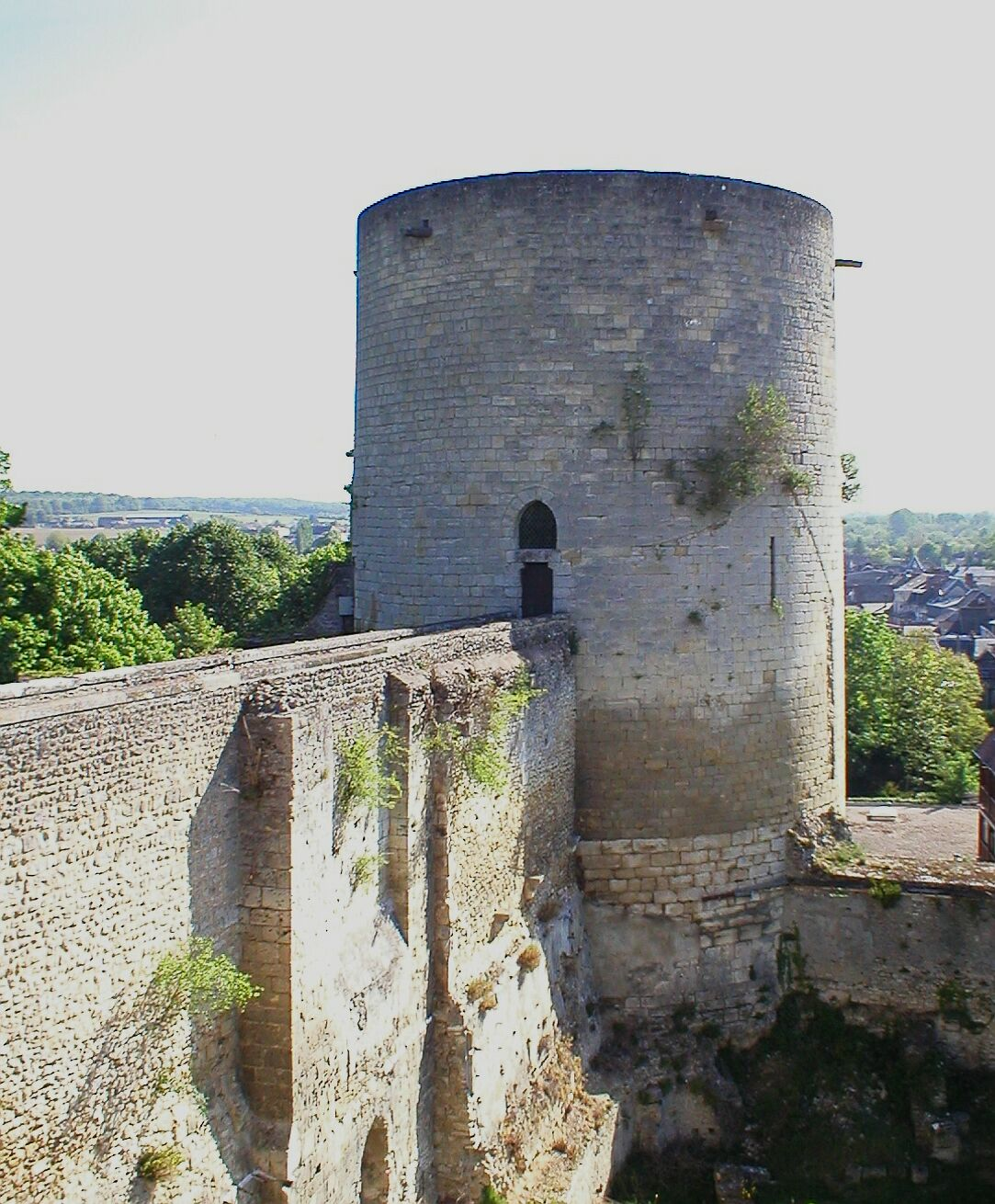
Tour du Prisonnier.

Privé de portée stratégique, le château de Gisors est alors transformé en prison. Celle-ci accueillera des hôtes célèbres lors de la vague d'arrestation des chevaliers templiers : la forteresse devint ainsi, de mars 1310 à mars 1314, le lieu de détention du grand-maître de l'ordre, Jacques de Molay, rejoint dans les geôles du château par trois autres dignitaires de l'ordre : Hugues de Pairaud, Geoffroy de Gonneville, maître de la province du Poitou et d'Aquitaine, et Geoffroy de Charnay, précepteur de Normandie.

### Conquête anglaise
En 1419, une campagne du duc de Clarence permettra la conquête du château par les Anglais. Ceux-ci n'en seront délogés qu'en 1449.

### Retour à la couronne de France
Revenu à la couronne de France, le château, devenu inutile à la fin du conflit franco-anglais, fut peu à peu délaissé. En 1591, la forteresse est déclassée.

## Description
La place se présente sous la forme d'une très large enceinte flanquée, de 200 m sur 155 m qui enferme en son centre le donjon sur motte dressé par les ducs de Normandie. Un profond fossé en arc de cercle rejoignant les vallées qui encadrent le site, protège la place du plateau sur les dernières pentes duquel elle est bâtie. La ville, s'est établie, au niveau de la rivière, au pied du château.
Le château à motte primitif est constitué d'un imposant donjon polygonal, établi sur une motte castrale d'environ 30 mètres de haut et un diamètre à sa base de 70 mètres. Le donjon sera enchemisé par un mur de pierre, renforcé à intervalles réguliers de contreforts plats pour supporter des hourds et des bretèches, construit au sommet du tertre afin de le protéger. À l'intérieur de l'enceinte sommitale se dressait notamment une chapelle, une cuisine et un puits. Cette enceinte est percée d'une grande porte à laquelle on accédait depuis le pied de la motte par un escalier monumental encadré de deux murs.
On a augmenté la superficie du château par l'adjonction d'une enceinte, précédée par un fossé, qui se développe sur approximativement 200 mètres[Information douteuse] de long sur 10 mètres de haut, flanquée de tours, dont la plus célèbre reste la tour du Prisonnier, constituant un témoignage de l'architecture philippienne dans la région. Plusieurs caves souterraines ont été aménagées sous le château.

### Donjon
Gisors est un bon exemple de l'évolution d'une motte castrale vers un château fort reprenant dans la pierre les trois éléments constitutifs des châteaux de l'an Mil, la motte, la palissade, le donjon.
Robert de Bellême introduit à Gisors deux innovations : la chemise circulaire nouée au flanc du donjon (shell-keep) et le plan polygonal de ce dernier dont le tracé permettait le tir rayonnant,. À l'origine le donjon, construit par Robert II de Bellême à la fin du XIe siècle ne comprend qu'un étage. C'est Henri II Plantagenêt qui, en 1161, ajoute deux étages planchéiés supplémentaires au donjon et ses contreforts très saillants au niveau des angles. Il est fait mention de la chambre du roi où dès 1184, le verre à vitre est mentionné. L'escalier à vis et la tourelle seront construits au XVe siècle.
La chemise, innovante, et pourtant assez sommaire, un mur épaulé de contreforts, est issue des légères palissades qui encerclaient à la base de la motte les donjons primitifs. Celle-ci sera adaptée à tous les donjons voisins : Château-sur-Epte, Fréteval, La Roche-Guyon, Château-Gaillard avec un plan festonné, supprimant tout angle mort au pied du mur. Les contreforts de la chemise seront ajoutés par Henri II. Ils sont destinés à recevoir des hourds et des bretèches de bois.

### L'enceinte extérieure
On doit cette grande enceinte à Henri Ier Beauclerc. Contemporaine de celle du château d'Arques, vers 1120, elle remplace la basse-cour des châteaux de l'époque. Celle-ci est encore très irrégulièrement flanquée de tours (murs nord et est). La partie sud, édifiée cinquante ans plus tard par Henri II est mieux équilibrée, avec au nord, la tour du Diable, au centre de la courtine sud, la tour du Gouverneur et au sud-est ses deux entrées principales, la porte des Champs, annonçant les réalisations de Richard Cœur de Lion et Philippe Auguste.

### Tour du Prisonnier
C'est un grand donjon cylindrique bâti par Philippe Auguste sur l'enceinte extérieure, dans les années (1197-1200) qui ont précédé la conquête de la Normandie. Le donjon n'est plus l'ultime réduit au centre de la forteresse, mais assis sur la courtine, il communique aussi bien avec l'extérieur que l'intérieur, et joue un rôle actif lors d'une contre-attaque. On peut en voir d'autres exemples à Verneuil (tour Grise), Lillebonne, Falaise (tour Talbot). La tour a une élévation de 28 mètres au-dessus des fossés, et de 14 mètres au-dessus de la cour intérieur. Elle comprend trois salles rondes superposées voûtées sur croisée d'ogives à six compartiments, renforçant ainsi l'ensemble, en progrès sur les planchers de bois, sujets aux incendies,.
Par la suite, la tour a abrité les archives de la ville, et au rez-de-chaussée, un cachot d'où son nom de tour du Prisonnier. On peut notamment voir dans celui-ci les sculptures naïves exécutées pratiquement dans une quasi obscurité par Nicolas Poullain, lieutenant de la Prévôté de Paris, qui y est enfermé au XVIe siècle (aux alentours de 1575) : Adam et Ève, Passion et crucifixion du Christ, Jésus et les pèlerins d'Emmaüs, saint Martin partageant son manteau, sainte Barbe et sa tour, saint Nicolas et les trois enfants, une église, un château, un bal, une chasse, un tournoi, etc.

### Tour du Diable
Construite dans les années 1190, la tour du Diable, est une des premières tour cylindrique de flanquements à archères. Elle a été commencée sous les Plantagenêts et achevée sous l'administration de Philippe Auguste, après 1193.

### Chapelle Saint-Thomas-Becket
Bâtie par Henri II, il n'en subsiste que peu de vestiges : ceux-ci se limitent à quelques traces de l'abside, de style roman, prise dans le mur d'enceinte, au sommet de la motte.

### Jardin public
Son esplanade a été aménagée en un jardin public et avec les promenades du château, le site est classé le 24 février 1940.

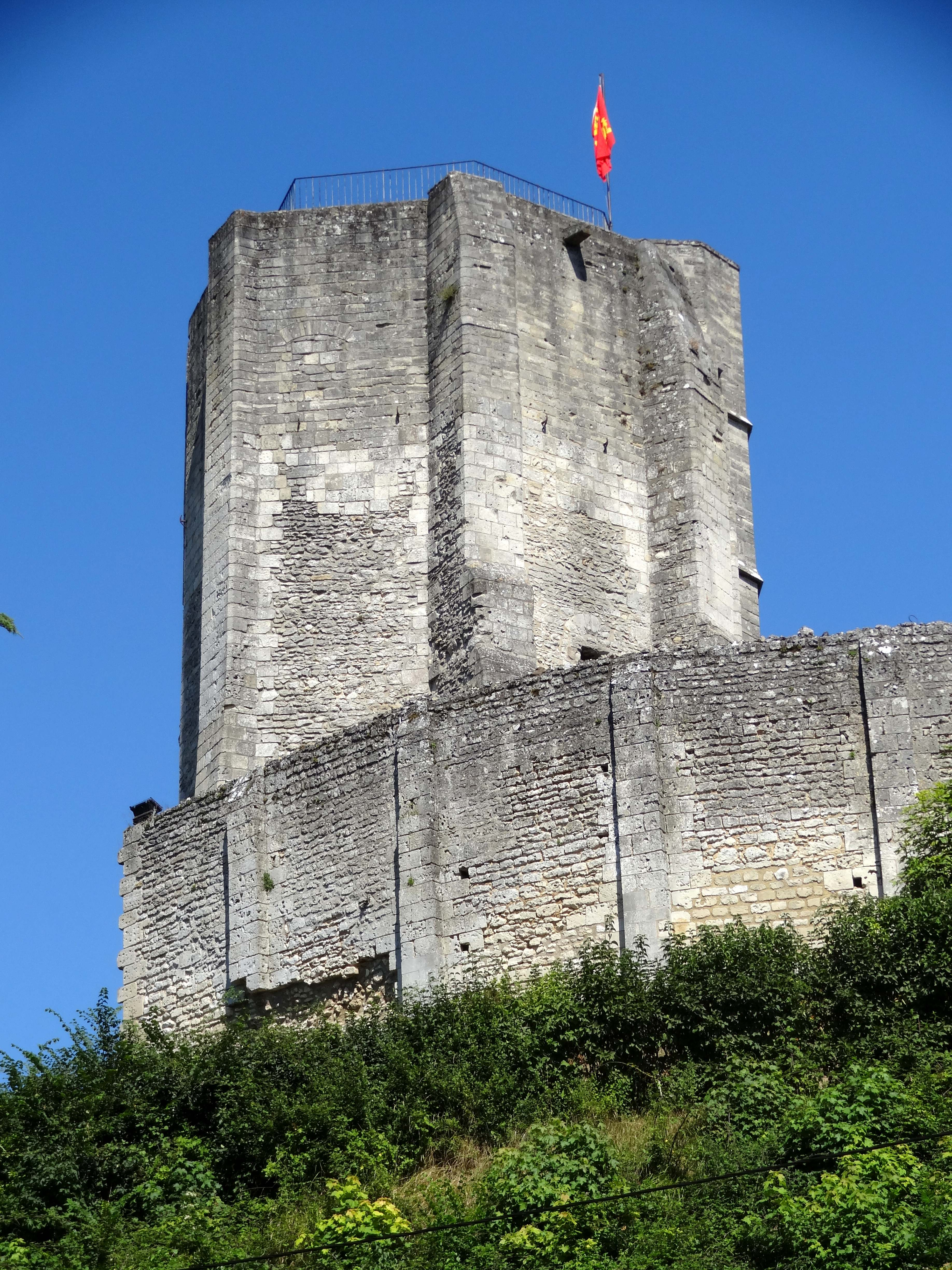
Donjon.
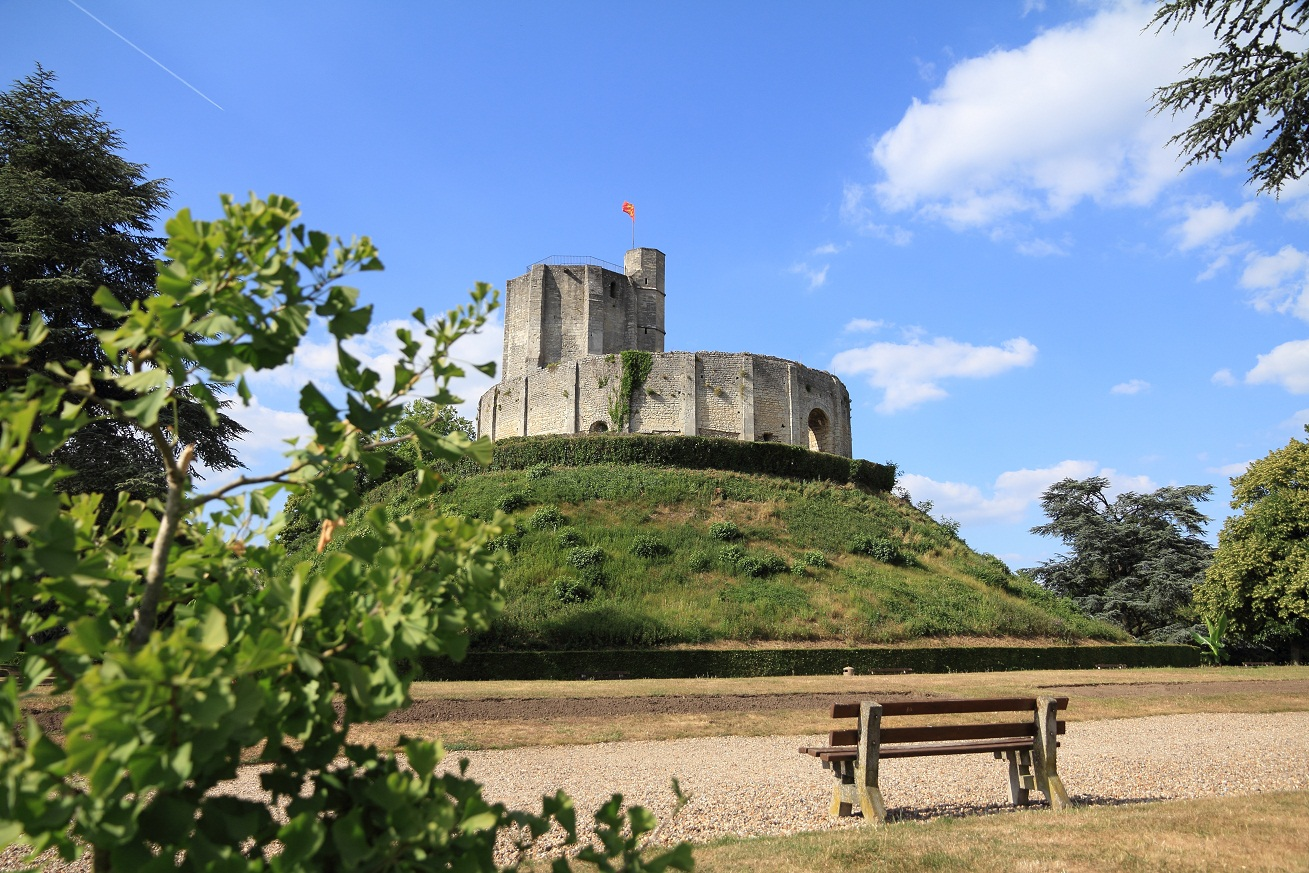
Motte castrale et jardin.
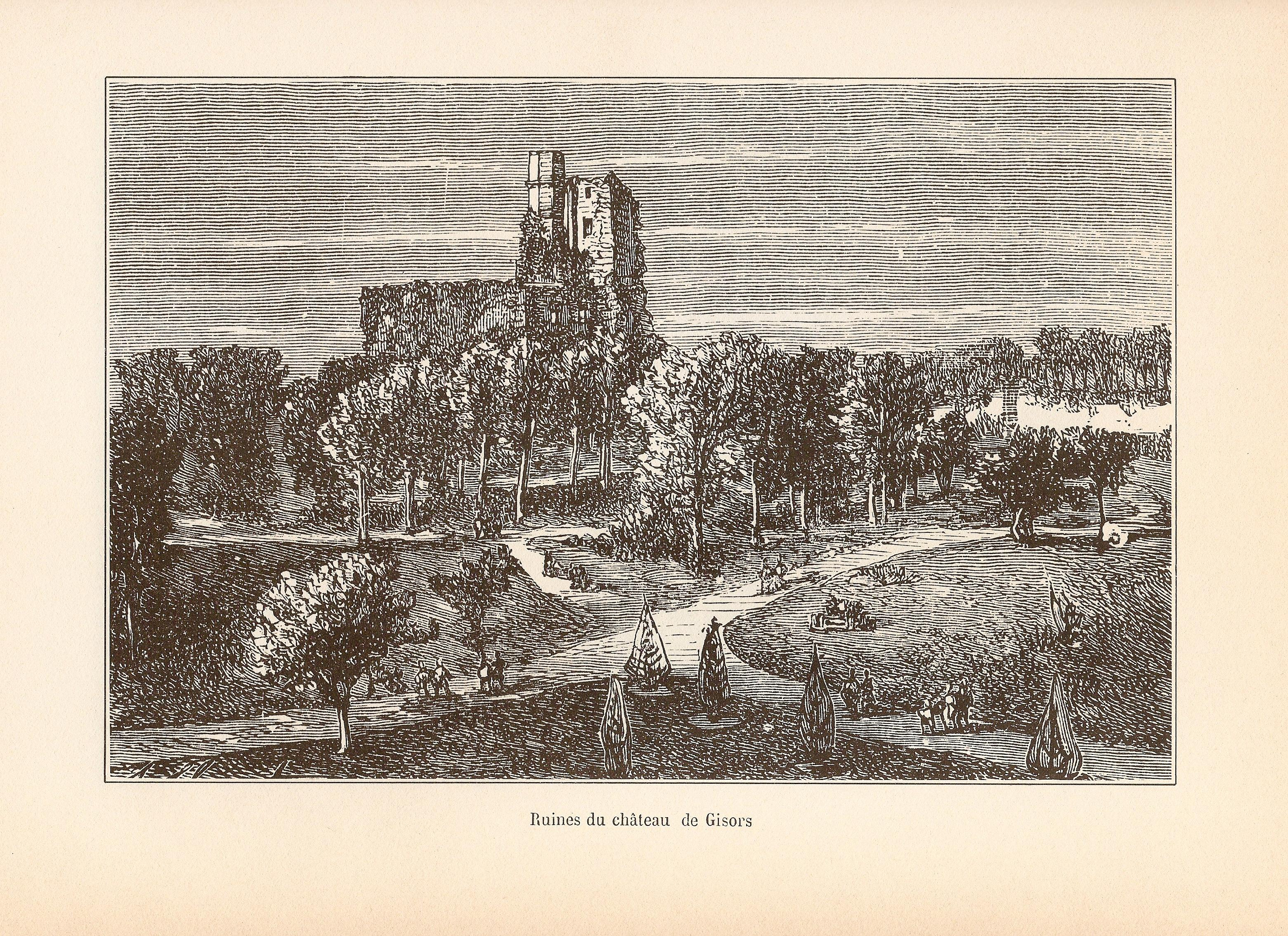
Gravure publiée en 1882.

## Gisors et le mythe templier
Le château de Gisors est réputé pour ses liens avec l'histoire de l'ordre du Temple, bien qu'il n'ait pas été bâti par leurs soins. Il leur fut confié de 1158 à 1160 lors d'une trêve entre le royaume d'Angleterre et celui de France, puis servit de prison de 1310 à 1314 au dernier maître de l'ordre, Jacques de Molay, ainsi qu'à trois autres dignitaires de l'ordre, lors du procès de l'ordre du Temple.
Selon certaines légendes, le château de Gisors serait le lieu de cachette du trésor des Templiers. Dans les années 1950, le gardien du château, Roger Lhomoy, entreprit de creuser un puits et d'explorer les souterrains et cavités ainsi mis au jour, ce qui finit par déstabiliser la motte et provoquer des fissures dans le donjon. L'homme assura avoir découvert des salles souterraines, ainsi qu'une chapelle contenant 30 coffres médiévaux, 19 sarcophages en pierre et plusieurs statues. Le maire et plusieurs habitants se rendirent sur les lieux mais le souterrain était tellement profond et dangereux, que personne ne voulut descendre. Le gardien reçut l'ordre de reboucher les cavités, et la cour fut ensuite bétonnée. Roger Lhomoy raconta son aventure à Gérard de Sède, qui écrivit un article dans un magazine sur Gisors pour relater cette histoire, et ainsi populariser le mythique prieuré de Sion dans son ouvrage publié en 1962, Les Templiers sont parmi nous, ou l'Énigme de Gisors. Des fouilles organisées en 1964 par le ministère de la Culture au château pour retrouver le trésor des Templiers à la suite du signalement de son jardinier et gardien, Roger Lhomoy, n'ont abouti à rien. Les fondations du château ont été hautement déstabilisées par ces recherches.